# Kalendarium historii Irlandii
Kalendarium historii Irlandii – uporządkowany chronologicznie, począwszy od czasów najdawniejszych aż do współczesności, wykaz dat i wydarzeń z historii Irlandii.

## Czasy najdawniejsze
- ok. 16000 p.n.e. – podczas ostatniego zlodowacenia Irlandia została pokryta lodem
- ok. 12000 p.n.e. – utworzył się wąski kanał pomiędzy Irlandią a południowo-zachodnią Szkocją
- ok. 8000 p.n.e. – migracja na wyspę myśliwych z kontynentu europejskiego
- ok. 6000 p.n.e. – Irlandia została zasiedlona[1]
- ok. 4000 p.n.e. – początki rolnictwa (hodowla zwierząt i uprawa roślin) w Céide Fields w hrabstwie Mayo
- ok. 3500 p.n.e. – w Brú na Bóinne wybudowano neolityczne grobowce komorowe i stojące kamienie (Newgrange)
- ok. 2500 p.n.e. – do Irlandii sprowadzono złoto[2]
- ok. 2000 p.n.e. – rozpoczęto wydobywanie miedzi w rejonach góry Gabriela w hrabstwie Kerry
- ok. 300 p.n.e. – początki kultury celtyckiej w języku i sztuce[3]
- ok. 300 p.n.e. – zamordowano człowieka z Clonycavan[4]
- ok. 200 p.n.e. – wpływ kontynentalnej kultury lateńskiej na rzeźby (Kamień Turoe w Bullaun w hrabstwie Galway)
- ok. 100 n.e. – utworzono serię liniowych kanałów naziemnych w południowo-zachodniej części prowincji Ulster i północno-wschodniej części Connacht (Black Pig's Dyke)
- poł. II w. – Klaudiusz Ptolemeusz opisał w dziele „Nauka geograficzna” Irlandię[1]
- 431 – papież Celestyn I wysłał biskupa Palladiusza w celu szerzenia chrześcijaństwa na wyspie[5]
- 432 – według tradycji do Irlandii przybył Święty Patryk[1]
- 444 – św. Patryk utworzył opactwo i biskupstwo w Armagh[1]
- 461 – zmarł św. Patryk[6]

## Średniowiecze
- ok. 525 – patronami Irlandii zostali św. Patryk i św. Brygida[1]
- 535/536 – nastąpiły nieurodzaj i głód spowodowane ochłodzeniem klimatu
- 546 – Kolumba założył klasztor w Derry[1]
- 547 – biskup Kieran wzniósł Clonmacnois[1]
- 563 – powstały pierwsze szkoły przyklasztorne założone przez Kolumbę w Iona[1]
- 790 – rozpoczęły się najazdy pierwszych wikingów[7]
- 795 – wikingowie spustoszyli Inismurray i Inisbofin[7]
- 812–813 – wikingowie zajęli północno-zachodnią Irlandię[7]
- 820 – wikingowie osiągnęli wpływy na całej wyspie[7]
- 830 – Óengus z Tallaght napisał dzieło Martyrology of Tallaght, którego Prolog opisuje ostatnie ślady pogaństwa w Irlandii
- 841 – powstały kolonie wikingów: Annagassen i Dublin[1]
- 852 – wikingowie Ivar Beinlaus i Olaf Biały wybudowali w Zatoce Dublińskiej fortecę blisko miejsca, gdzie dziś znajduje się miasto Dublin
- 902 – wypędzenie wikingów z Dublina[7]
- 917 – wikingowie ponownie zajęli Dublin[7]
- 976 – Irlandia porozumiała się z wikingami[1]
- 980 – Máel Sechnaill mac Domnaill pokonał w bitwie pod Tarą króla Olafa Cuarana, który po klęsce abdykował[7]
- 981 – Máel Sechnaill odzyskał Dublin[7]
- 23 kwietnia 1014 – w bitwie pod Clontarf armia Briana Śmiałego pokonała wojska Máela Mórdy mac Murchady – początek klęski wikingów na terenach Irlandii[7]
- 1025 – papież Leon IX zatwierdził podział Irlandii na cztery arcybiskupstwa i 36 biskupstw[1]
- 1155 – król Anglii Henryk II Plantagenet uzyskał zgodę papieża Hadriana IV na najazd na Irlandię
- 1167 – wygnano Dermota MacMurrougha, który szukał wsparcia u króla Henryka II
- 1169 – rozpoczął się podbój Irlandii przez rycerzy anglonormandzkich[3]
- 1171 – Henryk II przybył do Waterford, gdzie ogłosił się królem Irlandii
- 6 października 1175 – umocniono wpływy Normanów poprzez traktat windsorski z 1175
- 1252 – w Kronikach Czterech Mistrzów opisano upały i susze
- 1297 – odbyło się pierwsze posiedzenie parlamentu Królestwa Irlandii w Dublinie
- 26 maja 1315 – wybuchły walki Edwarda Bruce’a z irlandzkimi lordami przeciwko anglo-normandzkiej kontroli
- 1 grudnia 1494 – Edward Poyning wydał oświadczenie znane jako prawo Poyninga (Poynings' Law)
- 11 czerwca 1534 – Thomas FitzGerald, 10. hrabia Kildare oficjalnie wyrzekł się zwierzchnictwa króla Henryka VIII
- 3 lutego 1537 – Thomas FitzGerald został powieszony w Tyburn
- 1541 – królem Irlandii został Henryk VIII[3]
- 1542 – parlament irlandzki uchwalił Crown of Ireland Act ustanawiający, że Królestwo Irlandii będzie pod panowaniem Henryka VIII i jego kolejnych następców

## Panowanie brytyjskie
- 16 czerwca 1579 – James FitzMaurice FitzGerald wzniecił bunt w An Daingean
- 1594 – wybuchła irlandzka wojna dziewięcioletnia, w której Hugh O’Neill i Red Hugh O’Donnell przeciwstawili się władzy Elżbiety I w Ulsterze
- 1605 – początek plantacji Ulsteru
- 23 października 1641 – wybuchła irlandzka rebelia
- 1642 – wybuchła irlandzka wojna konfederacka
- 1649 – do Irlandii przybył ze swoją armią Oliver Cromwell w celu zwalczenia rebelii[3]
- 1661–65 – parlament w Londynie uchwalił zbiór ustaw zwany kodeksem Clarendona[8]
- 12 lipca 1690 – bitwa nad rzeką Boyne, w której wojska protestanckiego króla Anglii Wilhelma Orańskiego pokonały katolicką armię króla Jakuba II[9]
- 1740 – mała epoka lodowa spowodowała klęskę głodu
- 1778–93 – uchwalono Akty ulżenia katolikom[3]
- 1798 – wybuchła rewolucja irlandzka[3]
- 1 stycznia 1801 – uchwalono Akt Unii z 1800; Królestwo Irlandii zostało połączone z Wielką Brytanią, tworząc Zjednoczone Królestwo Wielkiej Brytanii i Irlandii
- 1803 – wybuchła druga rebelia irlandzka; irlandzki nacjonalista Robert Emmet bez sukcesu próbował przejąć zamek w Dublinie[10]
- 3 maja 1831 – wybuchła irlandzka wojna o dziesięcinę (Tithe War)
- 1836 – uchwalano ustawę zmniejszającą dziesięcinę; koniec wojny
- 1842 – założono Młodą Irlandię
- 1845–1849 – wielki głód w Irlandii[3]
- grudzień 1848 – wybuchła epidemia cholery[11]
- 31 lipca 1893 – powstała Liga Gaelicka[11]
- 24 kwietnia 1916 – wybuchło powstanie wielkanocne; Patrick Pearse proklamował Irlandię niepodległą republiką; Michael Collins przekształcił Irlandzkich Ochotników w Irlandzką Armię Republikańską[11]
- 14 grudnia 1918 – odbyły się pierwsze wybory parlamentarne; powstał pierwszy rząd irlandzki z Éamonem de Valerą na czele[11]
- 21 stycznia 1919 – odbyło się pierwsze posiedzenie Dáil Republiki Irlandzkiej, podczas którego uchwalono Deklarację Niepodległości; wybuchła irlandzka wojna o niepodległość[3]

## Czasy najnowsze
- 6 grudnia 1921 – podpisano traktat angielsko-irlandzki; powstało Wolne Państwo Irlandzkie[12]
- 12 lutego 1922 – w Belfaście wybuchły zamieszki[13]
- 1922 – wybuchła irlandzka wojna domowa[13]
- 6 grudnia 1922 – Ulster formalnie opuścił Wolne Państwo Irlandzkie[13]
- 24 maja 1923 – koniec wojny domowej[13]
- 10 września 1923 – przyjęcie Irlandii do Ligi Narodów
- 11 grudnia 1931 – parlament brytyjski uchwalił „Statut westminsterski”[13]
- 18 grudnia 1936 – IRA została zdelegalizowana[13]
- 1 lipca 1937 – Irlandczycy przyjęli w referendum konstytucję[13]
- 29 grudnia 1937 – w życie weszła konstytucja Irlandii, na mocy której Wolne Państwo Irlandzkie przekształciło się w Irlandię (irl. Éire) bez formalnego wprowadzenia republiki[14]
- styczeń 1942 – wojska amerykańskie przybyły do Irlandii[13]
- 1945 – Irlandia jako jedyny kraj na świecie przesłał do Berlina wyrazy kondolencji po samobójczej śmierci Adolfa Hitlera[13]
- 21 grudnia 1948 – przyjęto „Ustawę o Republice”[13]
- 18 kwietnia 1949 – Irlandia wystąpiła z Wspólnoty Narodów[13]
- 2 czerwca 1949 – Wielka Brytania uchwaliła „Ustawę o Irlandii”, w której znalazła się informacja, że „Republika Irlandii nie jest już częścią Zjednoczonego Królestwa i nie przestanie nią być bez zgody swojego parlamentu”[13]
- 1949 – Irlandia odmówiła wstąpienia do NATO[13]
- 1969 – początek konfliktu w Irlandii Północnej[13]
- styczeń 1971 – IRA rozpoczęła walki[13]
- 1 stycznia 1973 – Irlandia wstąpiła do Wspólnoty Europejskiej[13]
- 1985 – Irlandia i Wielka Brytania podpisały porozumienie angielsko-irlandzkie[13]
- 1994 – Irlandia wkroczyła w okres wielkiego wzrostu gospodarczego[15]
- 1997 – IRA ogłosiła zawieszenie broni[13]
- 10 kwietnia 1998 – podpisano porozumienie wielkopiątkowe[6]
- 2002 – Irlandia przyjęła walutę euro[3]